# Aneura gibbsiana
Aneura gibbsiana là một loài rêu trong họ Aneuraceae. Loài này được Stephani mô tả khoa học đầu tiên năm 1917.